# Float On
«Float On» es la tercera canción y el primer sencillo del álbum Good News for People Who Love Bad News, de la banda Modest Mouse. La canción salió el 14 de febrero del 2004 y fue la primera canción del álbum en ganar popularidad. Más tarde ese año, la canción se convirtió en el primer hit de la banda en colocarse en posición #1 en el Billboard Modern Rock Tracks.

## Lista de canciones
Las siguientes canciones aparecieron en el sencillo:
1. «Float On» – 3:32
2. «I've Got It All (Most)» – 3:06

| Predecesor: Slither por Velvet Revolver | Modern Rock Tracks Canción número 1 31 de julio de 2007 | Sucesor: Just Like You por Three Days Grace |

- Datos: Q3304403